# Eurovision Song Contest 1958
Eurovision Song Contest 1958 blev afholdt i Hilversum i Holland med Hannie Lips som vært. Musikken blev leveret af Metropolorkesteret, som også stod for pauseunderholdningen. Det var første gang, at konkurrencen blev afholdt i det forgående års vindernation, idet Corry Brokken havde vundet for Holland i 1957 med "Net als toen".
Storbritannien valgte at holde pause i 1958 som følge af en skuffende placering i 1957. Til gengæld debuterede Sverige, og dermed var der ti deltagende sange, ligesom ved året før.
Eurovision Song Contest 1958 blev vundet af den franske sanger André Claveau og sangen "Dors mon amour". Det er dog tredjepladsen fra Italien, Domenico Modugnos "Nel blu, dipintu di blu", bedre kendt som "Volare", der huskes bedst fra dette år. Pga. tekniske problemer i begyndelsen af udsendelsen var der imidlertid billedudfald i nogle lande under Modugnos fremførelse, og han fik derfor lov til at synge igen efter den sidste sang..
"Volare" blev efterfølgende et kæmpehit mange steder, bl.a. nåede den førstepladsen på den amerikanske hitliste, og det er en af de bedst kendte Eurovision-sange overhovedet. Ved 50 års-jublæumsshowet for Eurovision Song Contest, Congratulations, afholdt i 2005 i København, blev den valgt som den næstebedste Eurovision-sang gennem tiderne, kun overgået af ABBA's "Waterloo".

## Deltagere og Resultater
| Nr. | Land         | Sprog             | Kunstner         | Sang                                 | Dansk oversættelse                 | Plads | Point |
| --- | ------------ | ----------------- | ---------------- | ------------------------------------ | ---------------------------------- | ----- | ----- |
| 1   | Italien      | Italiensk         | Domenico Modugno | "Nel blu, dipinto di blu" ("Volare") | Blåt, malet i det blå (Flyvende)   | 3     | 13    |
| 2   | Holland      | Nederlandsk       | Corry Brokken    | "Heel de wereld"                     | Hele verden                        | 9     | 1     |
| 3   | Frankrig     | Fransk            | André Claveau    | "Dors, mon amour"                    | Sov, min elskede                   | 1     | 27    |
| 4   | Luxembourg   | Fransk            | Solange Berry    | "Un grand amour"                     | En stor kærlighed                  | 9     | 1     |
| 5   | Sverige      | Svensk            | Alice Babs       | "Lilla stjärna"                      | Lille stjerne                      | 4     | 10    |
| 6   | Danmark      | Dansk             | Raquel Rastenni  | "Jeg rev et blad ud af min dagbog"   | -                                  | 8     | 3     |
| 7   | Belgien      | Fransk            | Fud Leclerc      | "Ma petite chatte"                   | Min lille skat                     | 5     | 8     |
| 8   | Vesttyskland | Tysk              | Margot Hielscher | "Für zwei Groschen Musik"            | For to skillinger musik            | 7     | 5     |
| 9   | Østrig       | Tysk              | Liane Augustin   | "Die ganze Welt braucht Liebe"       | Hele verden har brug for kærlighed | 5     | 8     |
| 10  | Schweiz      | Tysk og Italiensk | Lys Assia        | "Giorgio"                            | -                                  | 2     | 24    |

## Scoreboard
|              | Afgivne point | Afgivne point | Afgivne point | Afgivne point | Afgivne point | Afgivne point | Afgivne point | Afgivne point | Afgivne point | Afgivne point | Afgivne point |
| Total        | Italien       | Holland       | Frankrig      | Luxembourg    | Sverige       | Danmark       | Belgien       | Vesttyskland  | Østrig        | Schweiz       |               |
| ------------ | ------------- | ------------- | ------------- | ------------- | ------------- | ------------- | ------------- | ------------- | ------------- | ------------- | ------------- |
| Italien      | 13            |               | 1             | 1             |               | 1             |               | 4             | 4             | 1             | 1             |
| Holland      | 1             |               |               |               |               |               |               |               |               |               | 1             |
| Frankrig     | 27            | 6             |               |               | 1             | 1             | 9             | 1             | 1             | 7             | 1             |
| Luxembourg   | 1             |               |               |               |               |               |               |               |               |               | 1             |
| Sverige      | 10            |               | 2             |               | 3             |               |               | 1             |               | 1             | 3             |
| Danmark      | 3             |               | 1             | 1             |               | 1             |               |               |               |               |               |
| Belgien      | 8             |               |               |               |               | 1             | 1             |               | 5             |               | 1             |
| Vesttyskland | 5             |               |               | 2             |               | 1             |               | 1             |               | 1             |               |
| Østrig       | 8             |               |               | 3             | 1             | 1             |               | 1             |               |               | 2             |
| Schweiz      | 24            | 4             | 6             | 3             | 5             | 4             |               | 2             |               |               |               |